# کریستن کوبکه
کریستن کوبکه (دانمارکی: Christen Købke; ۲۶ مهٔ ۱۸۱۰ – ۷ فوریهٔ ۱۸۴۸) نقاش اهل دانمارک بود. او از برجسته‌ترین نقاشان مکتب رمانتیسم در عصر طلایی دانمارک به‌شمار می‌رود.

## نگارخانه

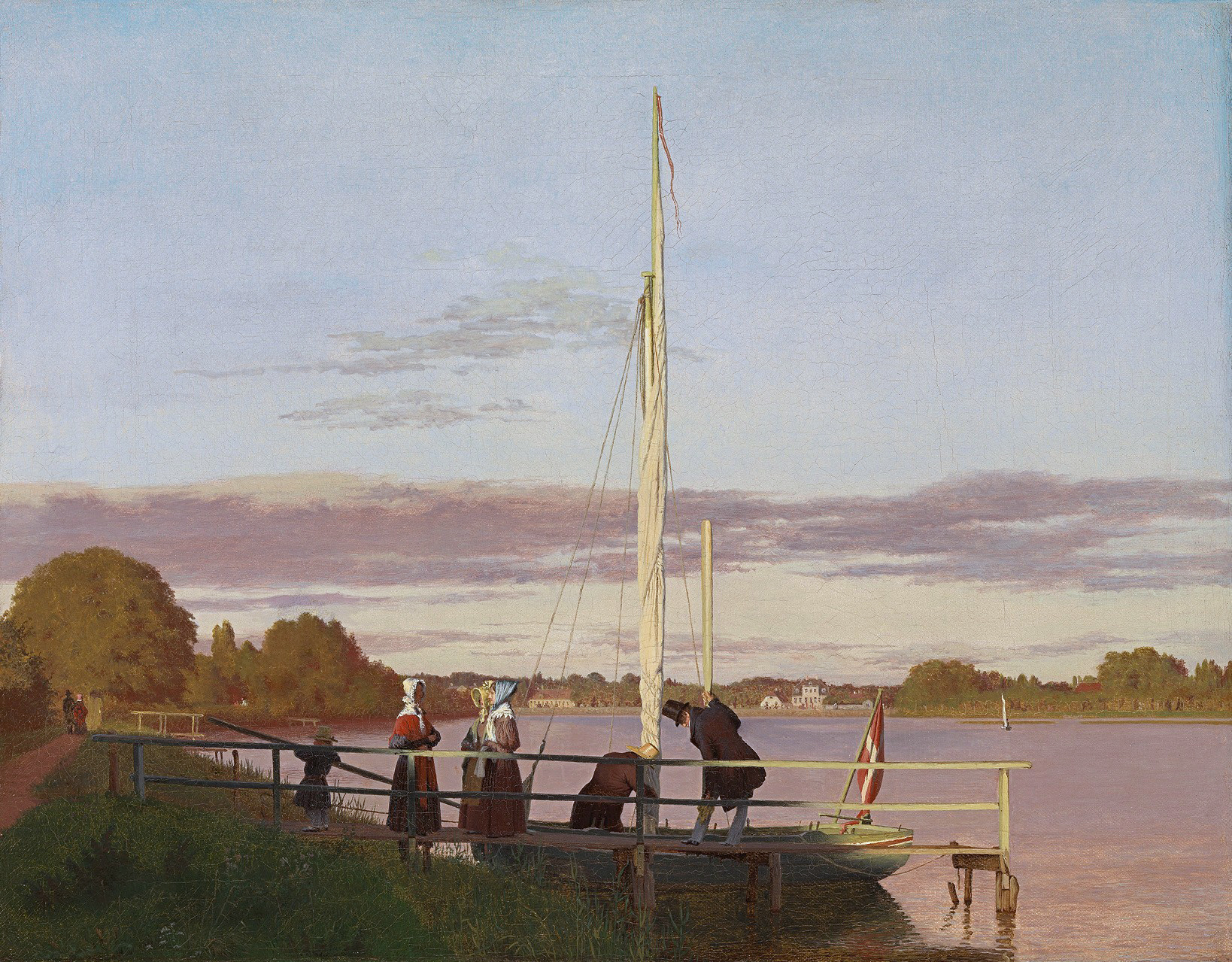
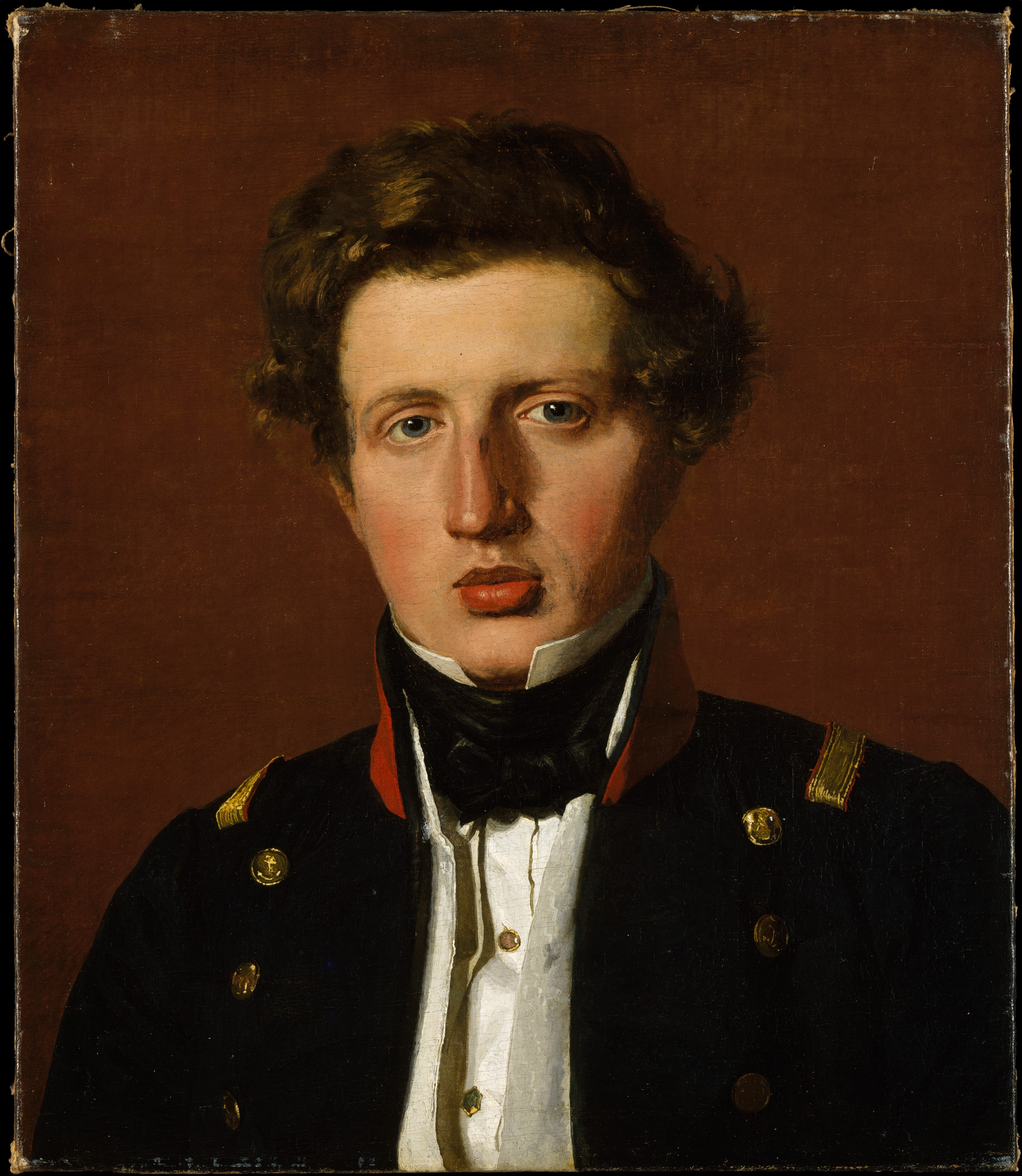
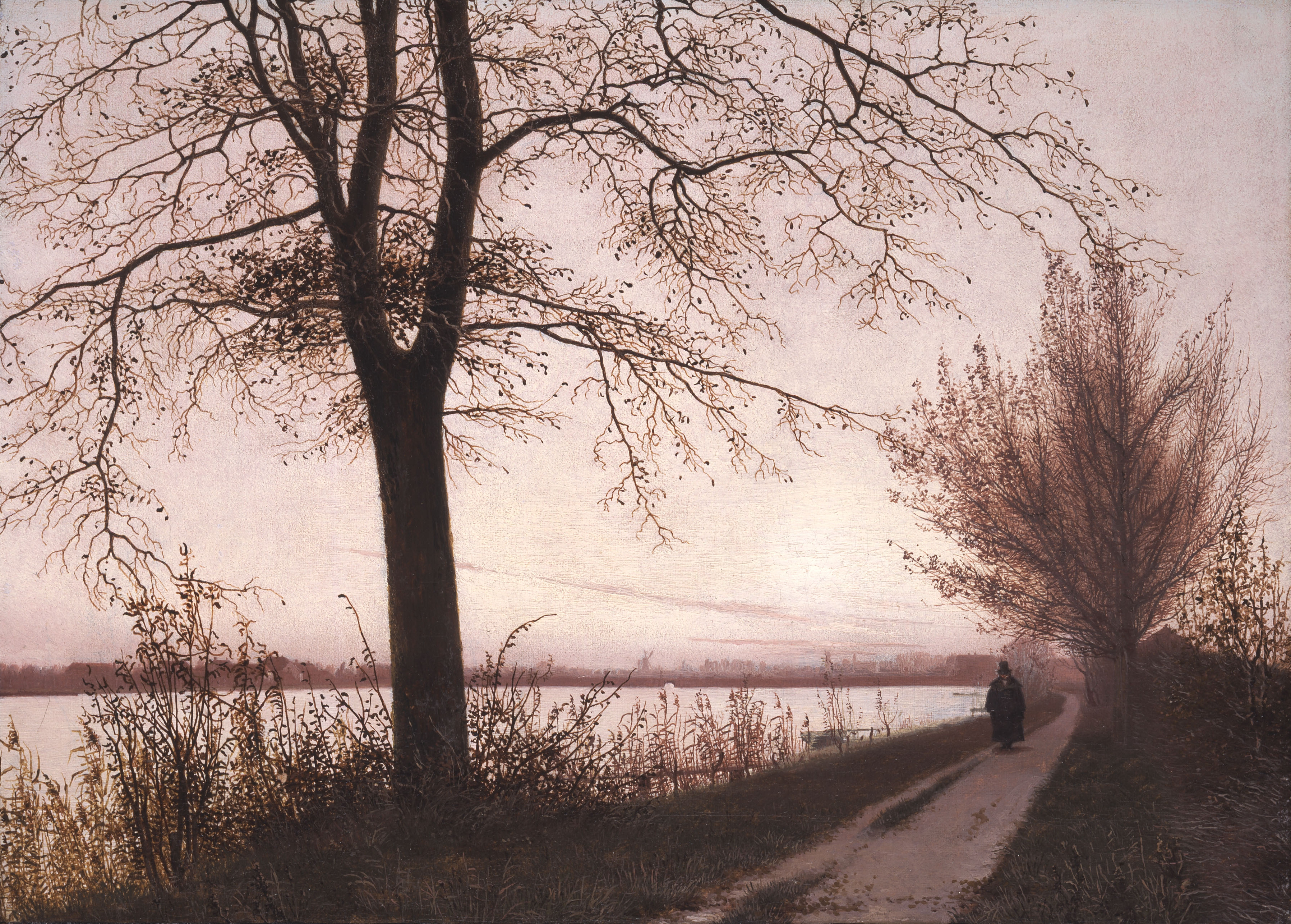
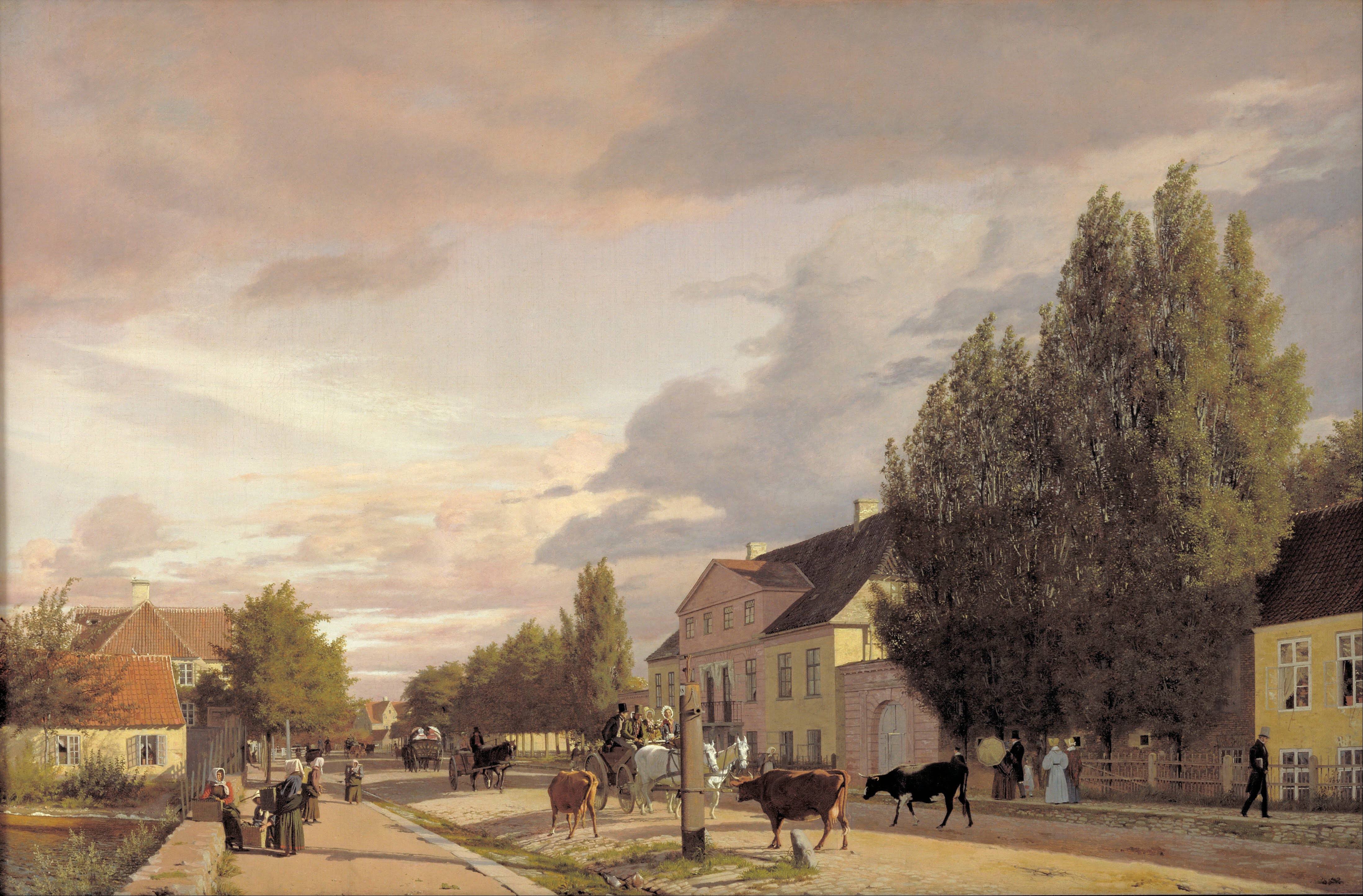
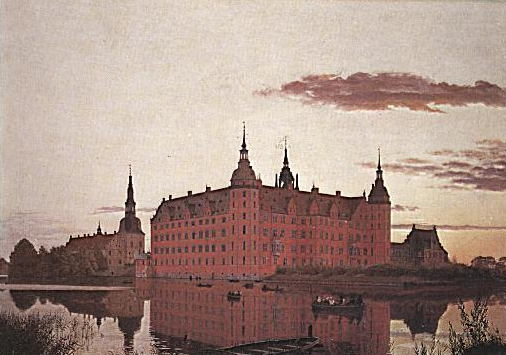
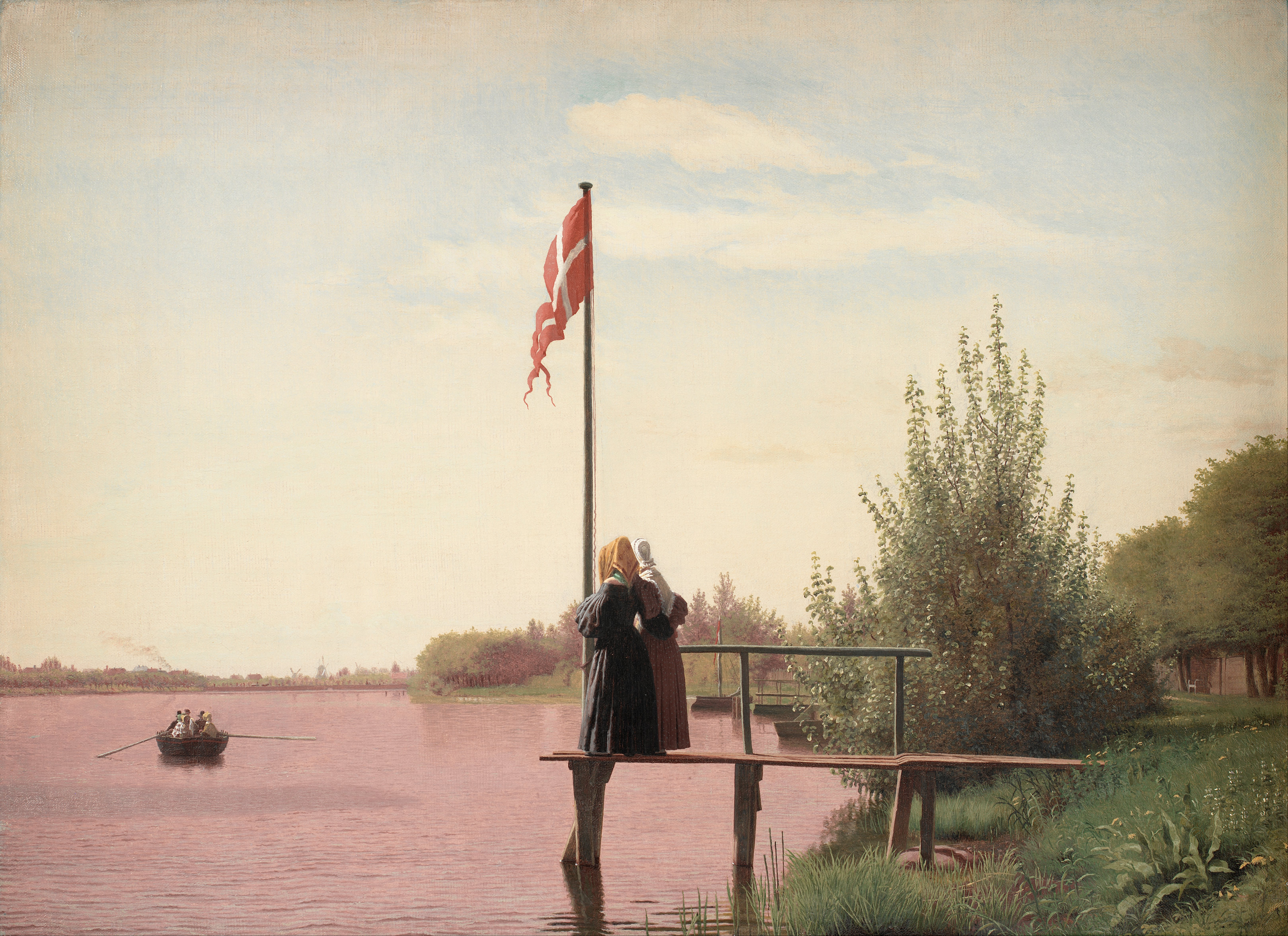
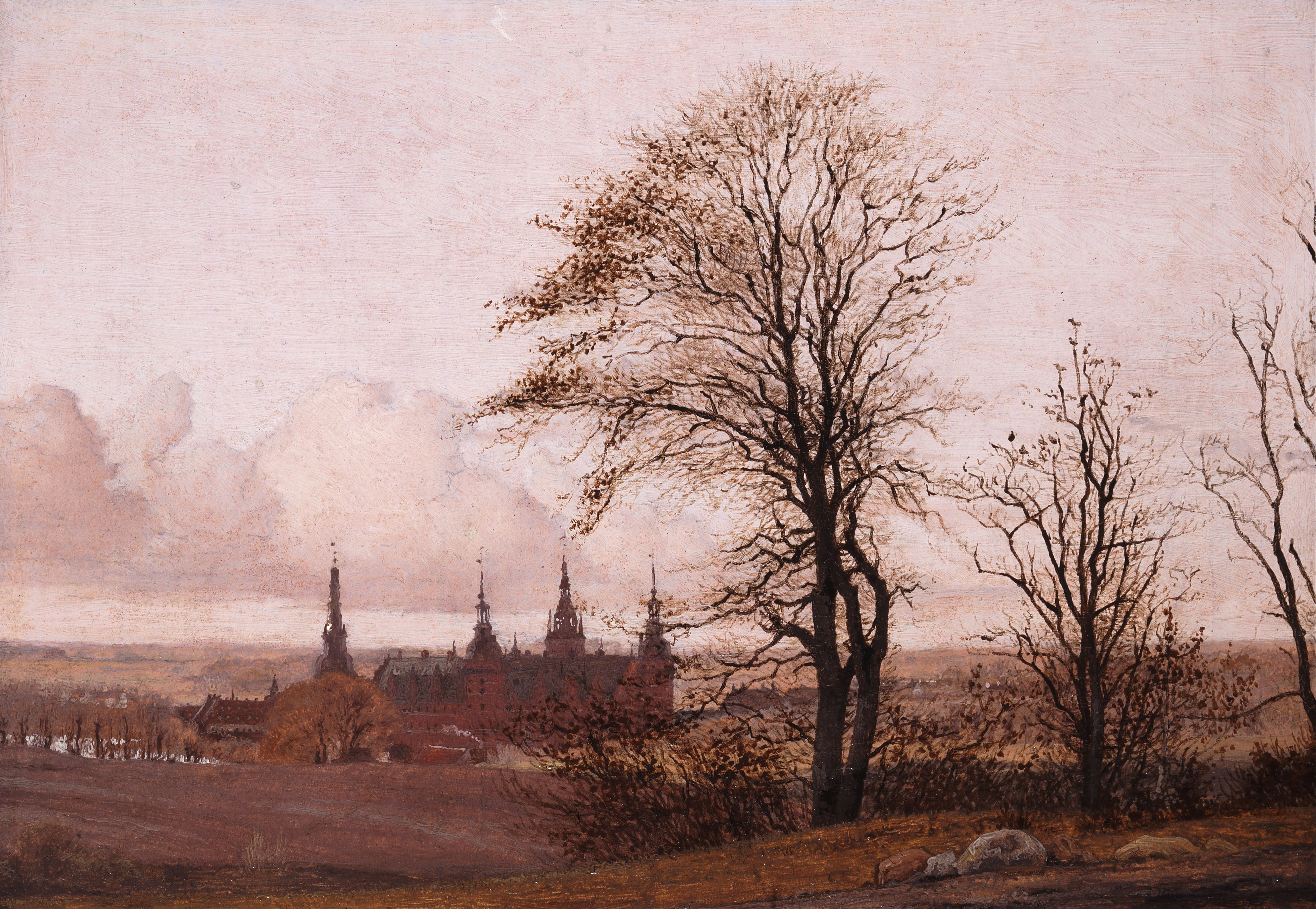
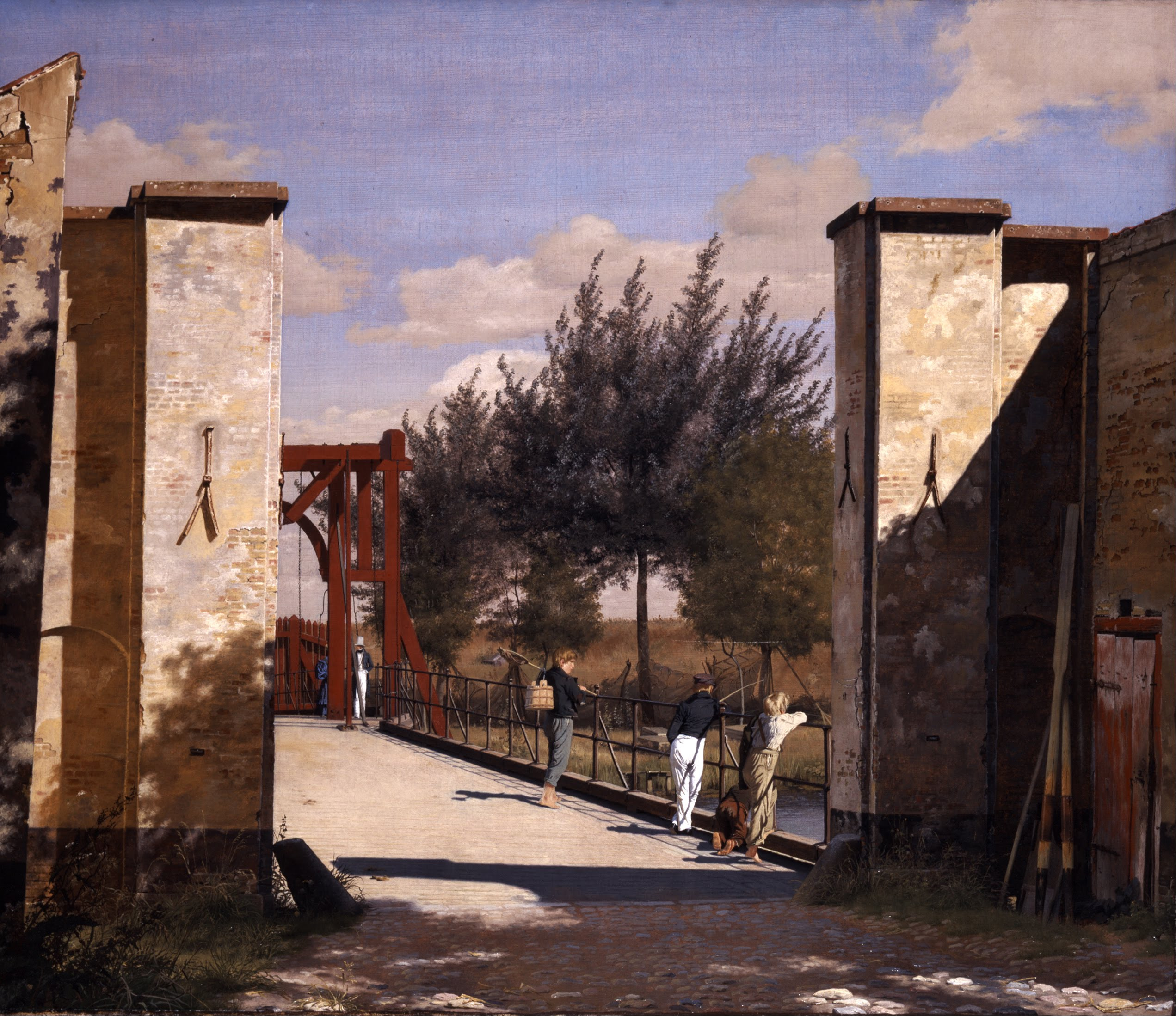